# Kelso (Wielka Brytania)
Kelso (gael. Cealsach, scots Kelsae) – miasto w południowo-wschodniej Szkocji (Wielka Brytania), w jednostce administracyjnej Scottish Borders, położone na północnym brzegu rzeki Tweed, naprzeciw ujścia rzeki Teviot. W 2011 roku liczyło 5639 mieszkańców.
Położone na terenie historycznego hrabstwa Roxburghshire, nieopodal granicy angielskiej, w średniowieczu Kelso wielokrotnie cierpiało na skutek konfliktów granicznych. W 1128 roku król Szkocji Dawid I założył tutaj opactwo, które stało się jednym z najpotężniejszych w kraju, zniszczone w rezultacie angielskich najazdów, których kulminacja nastąpiła w 1545 roku. Na przeciwnym brzegu rzeki znajdował się zamek Roxburgh Castle, wraz z położoną u jego podnóża osadą Roxburgh. W 1174 roku zamek poddany został Anglikom, którzy sprawowali nad nim kontrolę niemal nieprzerwanie do 1460 roku, gdy został ostatecznie zdobyty przez Szkotów i rozebrany.
W 1607 roku ziemie opactwa nabył Robert Ker, którego rodzina – hrabiowie, a następnie książęta Roxburghe, wzniosła tutaj w 1721 roku rezydencję Floors Castle, obecnie największą zamieszkaną posiadłość w Szkocji.
Zbudowany w 1803 roku przez Johna Renniego most Kelso Bridge nad rzeką Tweed, stał się pierwowzorem dla londyńskiego Waterloo Bridge.